# Нере (Приморская Шаранта)
Нере́ (фр. Néré) — коммуна во Франции, находится в регионе Пуату — Шаранта. Департамент коммуны — Приморская Шаранта. Входит в состав кантона Ольне. Округ коммуны — Сен-Жан-д’Анжели.
Код INSEE коммуны — 17257.

## Население
Население коммуны на 2010 год составляло 753 человека.
| 1962 | 1968 | 1975 | 1982 | 1990 | 1999 | 2010 |
| ---- | ---- | ---- | ---- | ---- | ---- | ---- |
| 1056 | 961  | 905  | 849  | 752  | 742  | 753  |